# Марш, Майкл
Майкл Лоуренс Марш (англ. Michael Lawrence Marsh, род. 4 августа 1967 года) — американский спринтер.
Родился в Лос-Анджелесе. Профессиональную спортивную карьеру начал в 1986 году, когда стал двукратным бронзовым призёром чемпионата США среди юниоров на дистанциях 100 и 200 метров. В 1987 году стал бронзовым призёром национальной ассоциации студентов в беге на 100 метров. Накануне Олимпиады, 18 апреля 1992 года стал 13-м человеком, которому удалось преодолеть 10-секундный барьер. Олимпийский чемпион 1992 года в эстафете 4×100 метров и бронзовый призёр в беге на 100 метров. На Олимпиаде в Барселоне он в составе эстафетной команды установил Олимпийский и мировой рекорды, показав результат 37,40 с. Этот результат был недосягаем в течение 16 лет, пока сборная Ямайки, возглавляемая Усэйном Болтом, не превзошла этот результат в финальном забеге на Олимпиаде в Пекине.
Принимал участие на Олимпийских играх в Атланте, где бежал дистанции 100 и 200 метров, а также эстафету 4×100 метров. Финишировал на 5-м месте в беге на 100 метров с результатом 10,00. В финальном забеге на 200 метров он закончил дистанцию на последнем месте, показав результат 20,48. В составе эстафетной команды выиграл серебряную медаль. На чемпионате мира 1997 года в финальном забеге на 100 метров финишировал последним. После этого чемпионата он завершил спортивную карьеру.